# Cabinet Kubel I
Land de Basse-Saxe
Diederichs IV Kubel II
Le cabinet Kubel I (en allemand : Kabinett Kubel I) est le gouvernement du Land de Basse-Saxe entre le 8 juillet 1970 et le 10 juillet 1974, durant la septième législature du Landtag.

## Composition

### Initiale (8 juillet 1970)
- Les nouveaux ministres sont indiqués en gras, ceux ayant changé d'attributions en italique.

| Fonction                                                   | Titulaire | Titulaire         | Parti |
| ---------------------------------------------------------- | --------- | ----------------- | ----- |
| Ministre-président                                         |           | Alfred Kubel      | SPD   |
| Vice-ministre-président Ministre des Affaires sociales     |           | Kurt Partzsch     | SPD   |
| Ministre de l'Intérieur                                    |           | Richard Lehners   | SPD   |
| Ministre de l'Économie et des Travaux publics              |           | Helmut Greulich   | SPD   |
| Ministre de l'Alimentation, de l'Agriculture et des Forêts |           | Klaus-Peter Bruns | SPD   |
| Ministre des Finances                                      |           | Siegfried Heinke  | SPD   |
| Ministre de la Justice                                     |           | Hans Schäfer      | SPD   |
| Ministre de l'Éducation                                    |           | Peter von Oertzen | SPD   |
| Ministre des Affaires fédérales                            |           | Herbert Hellmann  | SPD   |